# Rosa Aguilar
Pour les articles homonymes, voir Aguilar et Rivero.
Joaquina Rosa Aguilar Rivero, née le 7 juillet 1957 à Cordoue, est une femme politique espagnole membre du Parti socialiste ouvrier espagnol (PSOE).
Adhérente du Parti communiste d'Espagne (PCE) puis de la Gauche unie (IU), elle est investie maire de Cordoue après les élections municipales de juin 1999. Elle est reconduite à deux reprises.
En 2009, elle est nommée conseillère aux Travaux publics de la Junte d'Andalousie, présidée par le socialiste José Antonio Griñán et quitte sa formation politique. Elle devient l'année suivante ministre de l'Environnement, du Milieu rural et marin.
Elle est élue députée en 2011, mandat auquel elle renonce en 2015 après que Susana Díaz l'a nommée conseillère à la Culture d'Andalousie. Elle appartient au PSOE depuis 2014.

## Formation et carrière
Joaquina Rosa Aguilar Rivero naît à Cordoue le 7 juillet 1957.
En 1974, elle entame des études supérieures de droit à l'université de Séville, qu'elle achève six ans plus tard par l'obtention d'une licence. Avant même la fin de ses études, elle travaille comme conseillère juridique au syndicat des Commissions ouvrières (CCOO), auxquelles elle a adhéré en 1978. Elle renonce à ce poste en 1985, lorsque, devenue avocate, elle fonde un cabinet spécialisé en droit commercial, du travail et matrimonial.
Elle quitte la vie professionnelle à peine deux ans plus tard.

## Vie politique

### Montée en puissance locale
Adhérente du Parti communiste espagnol (PCE) depuis 1974, elle est élue au conseil municipal de Cordoue treize ans plus tard, où elle est aussitôt nommée adjointe au maire, chargée de l'Urbanisme, des Voies publiques et des Transports. Dans le même temps, elle occupe le poste de porte-parole du groupe de la Gauche unie (IU) à la députation provinciale de Cordoue.
En novembre 1989, elle entre au Parlement d'Andalousie à la faveur d'une démission, siégeant jusqu'à la fin de la législature, en 1992.

### Du Congrès à la mairie de Cordoue
Elle est élue députée de la province de Cordoue lors des élections législatives anticipées de l'année suivante, étant réélue en 1996. Au cours de ses deux mandats, elle fait notamment partie de la députation permanente du Congrès des députés, et occupe la deuxième vice-présidence de la commission de contrôle de RTVE.
À l'occasion des élections municipales de 1999 à Cordoue, la liste de la Gauche unie qu'elle conduit arrive deuxième avec neuf conseillers municipaux, contre six aux socialistes et quatorze aux conservateurs. Elle forme alors une coalition avec le PSOE, qui lui permet de devenir maire. Quatre ans plus tard, elle réussit à se classer première en obtenant treize élus, gouvernant alors en minorité jusqu'aux élections de 2007, où elle est de nouveau devancée par la droite mais renoue son alliance avec les socialistes, ce qui lui permet de se maintenir au pouvoir.

### Une voix critique au sein de la Gauche unie
Au sein d'IU, elle a souvent adopté une posture critique vis-à-vis des positions de la coalition, notamment concernant le rôle de « Gauche unie - Les Verts » (EBB), fédération d'IU dans le Pays basque ou le refus du traité établissant une Constitution pour l'Europe. Soutien de Gaspar Llamazares comme coordinateur général, elle a régulièrement affronté le courant anticapitaliste d'IU, restant la seule principale protagoniste de la coalition à soutenir ouvertement la monarchie parlementaire. Elle a notamment occupé le poste de coordinatrice pour les Relations institutionnelles au sein du comité exécutif fédéral, étant reconduite en 2008, lors de l'assemblée fédérale chargée de choisir le successeur de Llamazares. Elle avait d'ailleurs refusé de lui succéder à cette occasion.

### L'entrée au gouvernement d'Andalousie, puis d'Espagne
Le 24 avril 2009, le nouveau président de la Junte d'Andalousie, le socialiste José Antonio Griñán, la nomme conseillère aux Travaux publics et aux Transports. Elle renonce alors à la mairie de Cordoue et quitte la Gauche unie. Moins d'un an plus tard, le 21 mars 2010, un important remaniement lui fait devenir conseillère aux Travaux publics et au Logement, récupérant ainsi les compétences du département du Logement et de l'Aménagement du territoire. Son entrée au conseil de gouvernement d'Andalousie a fait l'objet de nombreuses critiques au sein de son ancien parti.
À l'occasion de l'important remaniement du gouvernement espagnol opéré le 20 octobre 2010, Rosa Aguilar devient ministre de l'Environnement et du Milieu rural et marin en remplacement d'Elena Espinosa.

### Passage au Congrès et retour à la Junte d'Andalousie
Elle est réélue au Congrès des députés aux élections anticipées du 20 novembre 2011, en tête de liste du PSOE dans la province de Cordoue, puis quitte le gouvernement le 22 décembre du fait de la victoire du PP. Elle démissionne du Congrès le 18 juin 2015, après avoir été nommé conseillère à la Culture de la Junte d'Andalousie par la présidente reconduite, Susana Díaz. Elle adhère en juillet 2014 au PSOE et s'inscrit à la section de Cordoue.

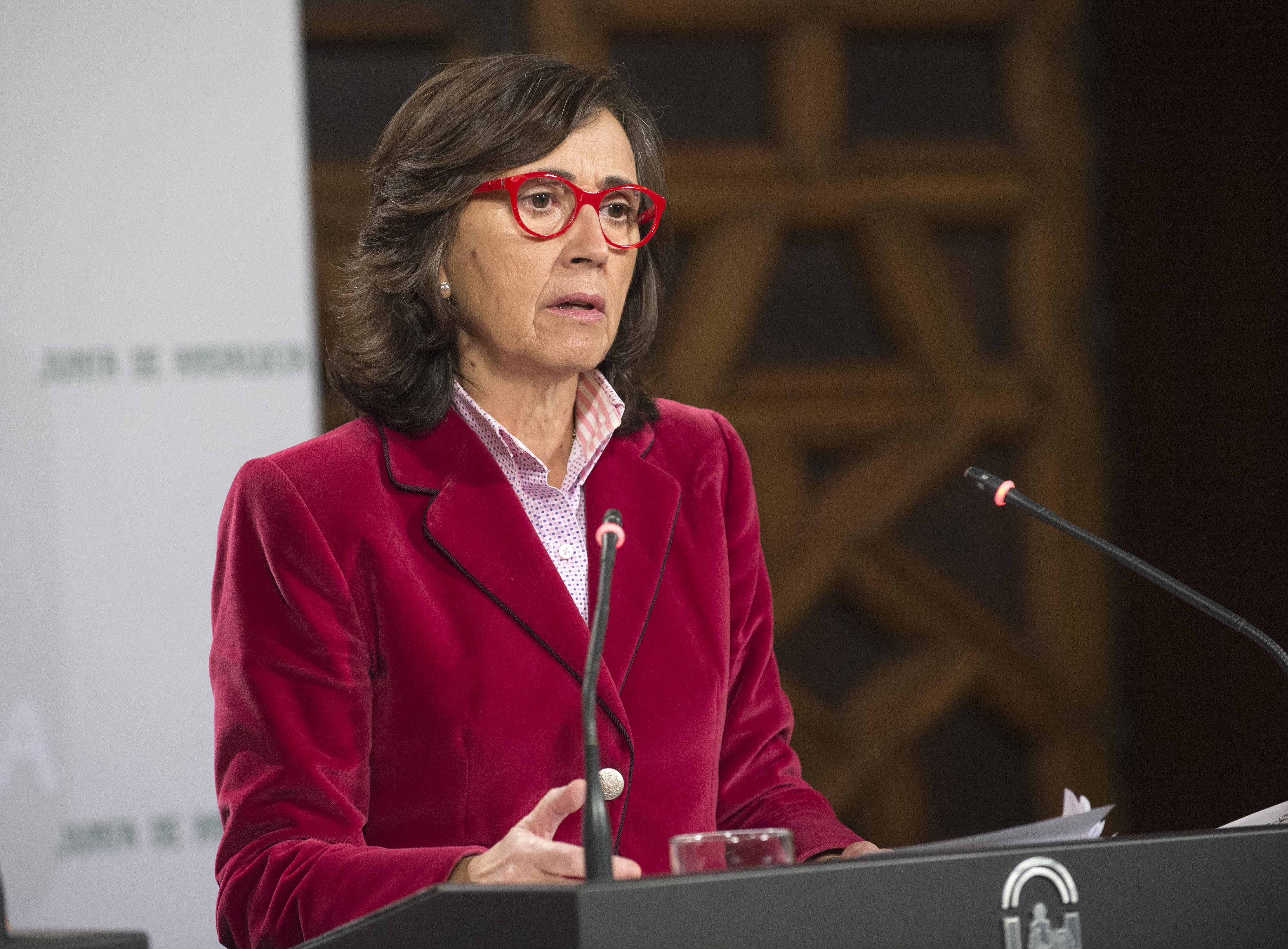
Rosa Aguilar en novembre 2017.

Elle est désignée conseillère à la Justice et à l'Intérieur, récupérant les compétences relatives aux violences de genre, lors d'un remaniement du conseil de gouvernement orchestré par Díaz le 9 juin 2017.

### Retrait de la politique
Rosa Aguilar annonce le 21 avril 2022 — peu après la convocation des élections anticipées en Andalousie — qu'elle met un terme à sa carrière politique, renonçant à solliciter le renouvellement de son mandat de députée de Cordoue au Parlement d'Andalousie. Elle précise toutefois ne pas abandonner totalement la vie politique et indique qu'elle aura la charge de coordonner « Les socialistes chrétiens », une mouvance interne au PSOE.

## Décoration
- Grand-croix de l'ordre de Charles III